# Великі Укроповичі
Великі Укроповичі (біл. вёска Вялікія Украпавічы) —  село в складі Логойського району Мінської області, Білорусь. Село підпорядковане Гайнинській сільській раді і розташоване в північній частині області.